# Gare de Bagneaux-sur-Loing
Gare de Bagneaux-sur-Loing vasútállomás Franciaországban, Bagneaux-sur-Loing településen.

## Vasútvonalak
Az állomást az alábbi vasútvonalak érintik:
- Moret–Lyon-vasútvonal

## Kapcsolódó állomások
A vasútállomáshoz az alábbi állomások vannak a legközelebb:
- Gare de Souppes - Château-Landon (Gare de Montargis, Line R)
- Gare de Nemours - Saint-Pierre (Paris Gare de Lyon, Line R)